# Private Pädagogische Hochschule der Diözese Linz

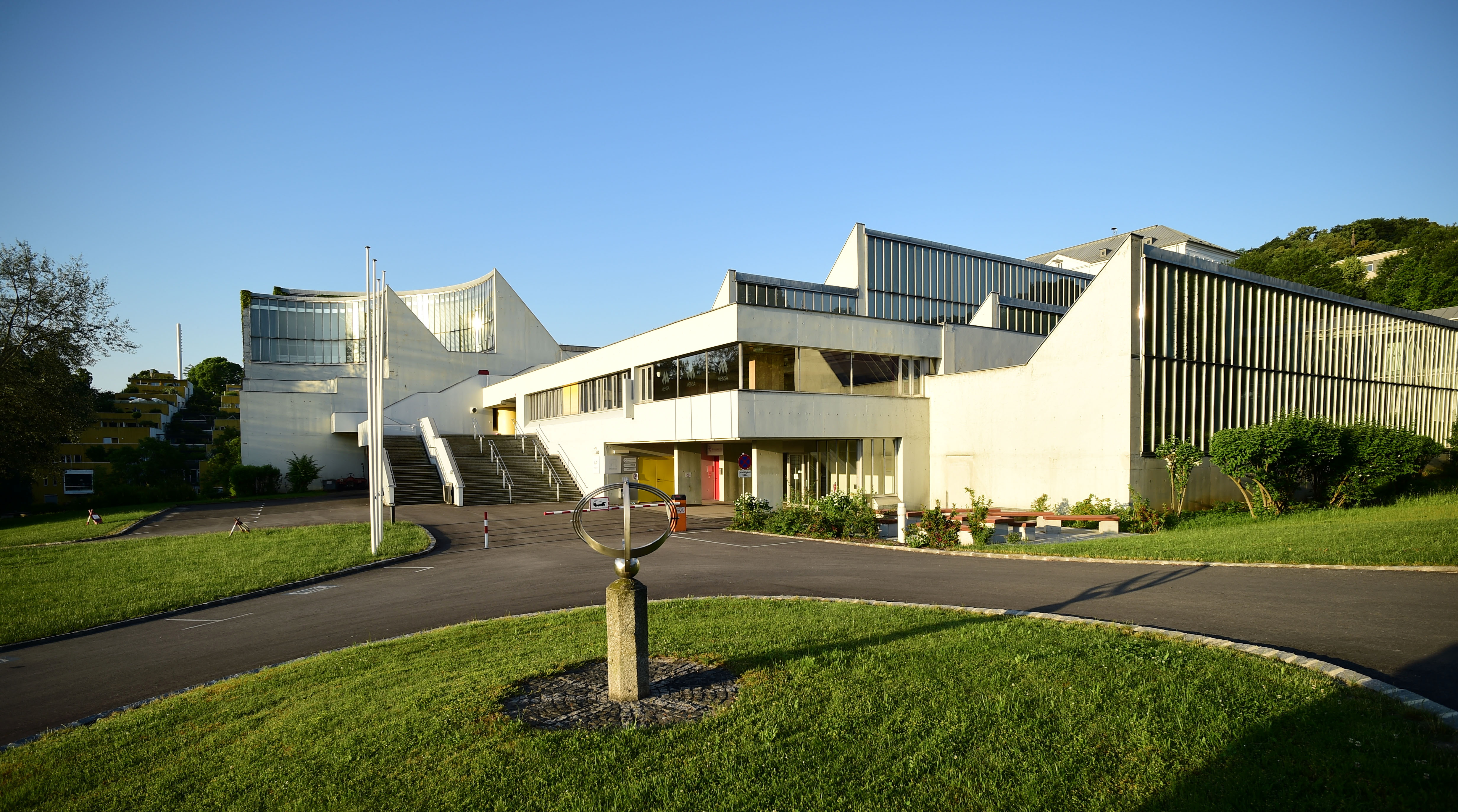
Pädagogische Hochschule der Diözese Linz (2014)

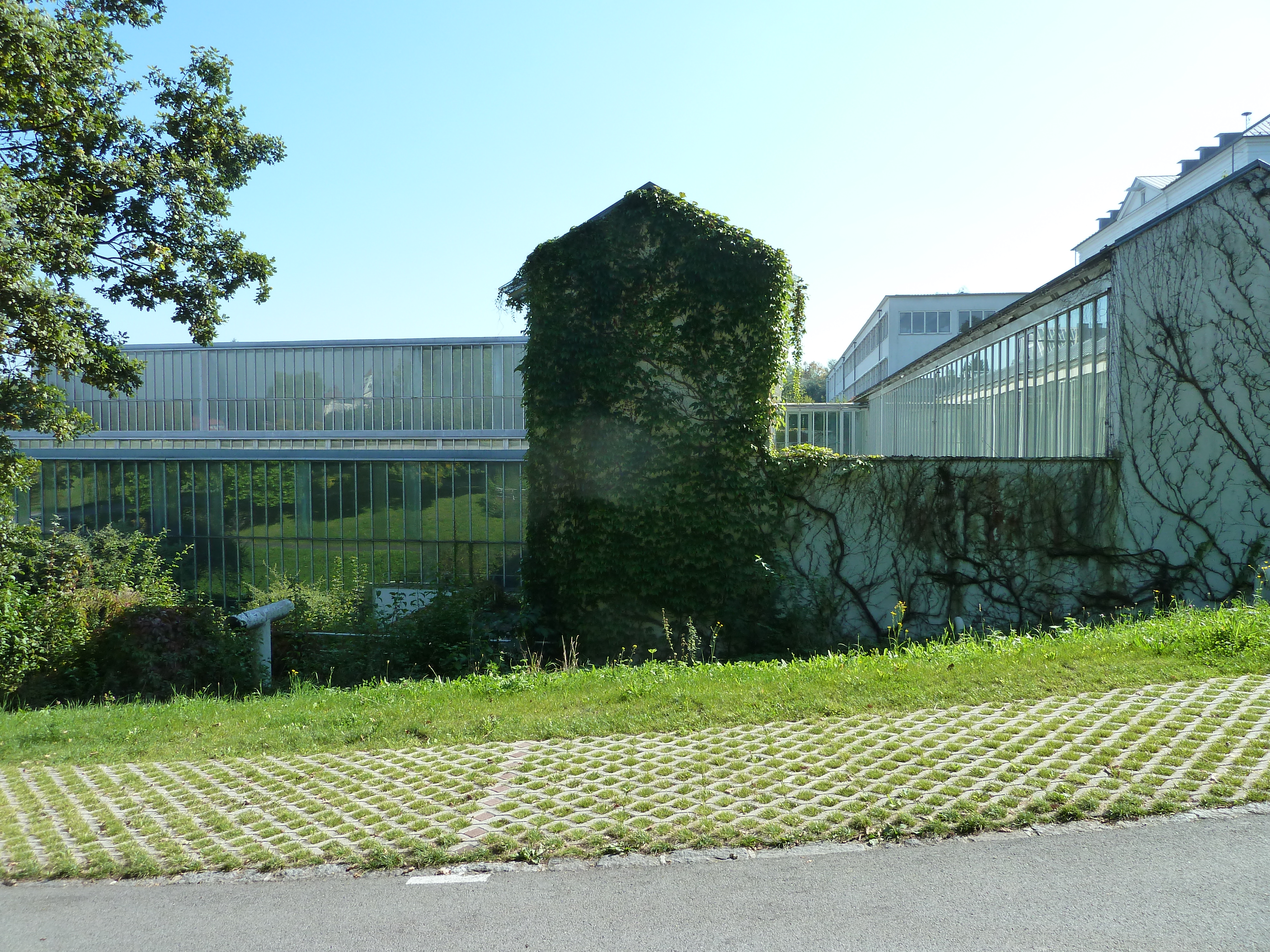
Pädagogische Hochschule der Diözese Linz (2011)

Die Private Pädagogische Hochschule der Diözese Linz (PHDL) ist eine von der Diözese Linz getragene Pädagogische Hochschule, die sich der Aus-, Fort- und Weiterbildung von Volks-, Haupt-, Sonderschullehrern sowie Religionslehrern widmet. Grundbücherliche Eigentümerin ist die Diözesane Immobilien-Stiftung.
Von 1967 bis 1980 erster Leiter und einer der ersten Lehrenden war Rupert Vierlinger, der als Reformpädagoge und Verfechter der Gesamtschule bekannt wurde, und später eine Professur an der Universität Passau innehatte.
Rektor war Franz Keplinger, der im März 2023 seinen Rücktritt mit Ende September 2023 bekanntgab. Seine Funktionsperiode wäre noch bis September 2027 gelaufen. Mit 1. Oktober 2023 folgte ihm Johannes Reitinger nach.
Auf dem Areal der Pädagogischen Hochschule der Diözese Linz wurde vom Land Oberösterreich in Zusammenarbeit mit der Diözesanen Immobilien-Stiftung eine Leichtathletikanlage errichtet, die am 28. Juni 2024 eröffnet wurde.